# Піре Херішт
Піре Херішт - місце паломництва зороастрійців, що розміщене у селі Херішт в остані Язд у центральному Ірані, за 90 кілометрів на захід від міста Язд і за 15 кілометрів від міста Ардакан. Архітектурний комплекс, що розташований на цьому місті, 22 січня 2004 року під номером 1868 увійшов до списку національних пам'яток Ірану.
Зороастрійці вірять, що Херішт є місцем зникнення дівчини на ім'я Гоухар (перлина) під час навали мусульман, яка була рабинею доньки останнього шаха династії Сасанідів Єздигерда III. За кілька кілометрів звідти розташоване поселення Чак-Чак, де, на думку зороастрійців, гори приховали від мусульман саму доньку Єздигерда ІІІ на ім'я Нікбану.
Щороку зороастрійці сюди прибувають на 18-й день Ноуруза і проводять свій час у молитвах, святкуванні і танцях. Зороастрійці Шаріфабада прибувають сюди, щоб розкласти багаття під час свята Хірумба. Вони вибирають час для подорожі таким чином, щоб прибути до Херішта до заходу сонця. 